# Andrzej Sikora (ur. 1945)
Andrzej Jan Sikora (ur. 2 sierpnia 1945 w Gorlicach) – polski działacz związkowy, senator IV kadencji.

## Życiorys
Ukończył w 1964 Technikum Chemiczne w Tarnowie. W tym samym roku został zatrudniony w Zakładach Azotowych w Tarnowie. W 1980 wstąpił do „Solidarności”. W stanie wojennym został internowany na okres od 13 grudnia 1981 do 29 kwietnia 1982. Po zwolnieniu działał w podziemnych strukturach związku, organizował też Duszpasterstwo Ludzi Pracy w Tarnowie. W 1989 objął funkcję przewodniczącego komisji zakładowej NSZZ „S” w zakładach azotowych. Zasiadał też w Komisji Krajowej związku.
Sprawował mandat senatora IV kadencji z ramienia Akcji Wyborczej Solidarność z województwa tarnowskiego. W 2001 bez powodzenia ubiegał się o ponowny wybór na tę funkcję.

## Odznaczenia
W 2015 otrzymał Krzyż Wolności i Solidarności.